# Małgorzata Pleszczyńska
Małgorzata Maria Pleszczyńska (ur. 11 maja 1965 w Lubartowie, zm. 5 lipca 2020) – polski biolog, dr hab., profesor UMCS.

## Życiorys
W 1989 ukończyła studia biologiczne na Uniwersytecie Marii Curie-Skłodowskiej w Lublinie, 13 stycznia 1999 obroniła pracę doktorską Penicillium notatum – nowe źródło enzymu depolimeryzującego dekstran, 28 maja 2013 habilitowała się na podstawie pracy zatytułowanej Nowa bakteryjna mutanaza: wytwarzanie, właściwości i zastosowanie w zapobieganiu próchnicy zębów. W 2019 otrzymała nominację profesorską. Została zatrudniona na stanowisku adiunkta w Instytucie Mikrobiologii i Biotechnologii na Wydziale Biologii i Biotechnologii Uniwersytetu Marii Curie-Skłodowskiej.
Była profesorem uczelni w Instytucie Nauk Biologicznych na Wydziale Biologii i Biotechnologii Uniwersytetu Marii Curie-Skłodowskiej.
Zmarła 5 lipca 2020.